# Руновское сельское поселение
Руновское се́льское поселе́ние — сельское поселение в Кировском районе Приморского края.
Административный центр — село Руновка.

## История
Статус и границы сельского поселения установлены Законом Приморского края от 29 декабря 2004 года № 215-КЗ «О Кировском муниципальном районе»

## Население
| 2005  | 2010  | 2011  | 2012  | 2013  | 2014  | 2015  |
| ----- | ----- | ----- | ----- | ----- | ----- | ----- |
| 1677  | ↘1202 | ↘1199 | ↘1192 | ↘1169 | ↘1114 | ↘1090 |
| 2016  | 2017  | 2018  | 2019  | 2020  | 2021  |       |
| ↘1046 | ↘1021 | ↘1002 | ↘963  | ↘929  | ↘927  |       |

## Состав сельского поселения
В состав сельского поселения входят шесть населённых пунктов:
| № | Населённый пункт | Тип населённого пункта       | Население |
| - | ---------------- | ---------------------------- | --------- |
| 1 | Антоновка        | село                         | ↘202      |
| 2 | Афанасьевка      | село                         | ↘77       |
| 3 | Комаровка        | село                         | ↘413      |
| 4 | Краевский        | железнодорожный разъезд      | ↘0        |
| 5 | Руновка          | село, административный центр | ↘380      |
| 6 | Степановка       | село                         | ↘130      |

## Местное самоуправление
Администрация
Адрес: 692098, с. Руновка, ул. Кооперативная, 21. Телефон: 8 (42354) 27-4-38
Глава администрации
- Коломойцев Владимир Викторович